# Juan Francisco Beckmann
Juan Francisco Beckmann Vidal (Ciudad de México, 9 de febrero de 1940) es un empresario multimillonario mexicano, con su familia propietario del 85% de la marca de tequila José Cuervo.

## Biografía
Juan Beckmann Vidal nació el 9 de febrero de 1940 en la Ciudad de México y creció en Tijuana.
En 1970, Beckmann Vidal se hizo cargo del tequilero José Cuervo, propiedad de su familia desde hace 11 generaciones. 
En 2011, Beckmann Vidal seguía siendo presidente de José Cuervo.

## Premios y reconocimientos
Algunos de sus premios y reconocimientos más destacados:
- Medalla al Mérito Empresarial, (2001).
- Caballero de la Legión de Honor, de manos del Embajador de Francia en México, (2011).
- Premio del turismo, por parte del gobierno de Jalisco, (2014).

## Vida personal
Estaba casado con María de Jesús Dora Legorreta Santos quien falleció en 2023. Tiene tres hijos y viven en la Ciudad de México. Junto con su hijo, a través de Fambech Luxco, una empresa de Luxemburgo, posee tres apartamentos en el piso 31 de la Trump Tower de Nueva York.
Su hijo Juan Domingo Beckmann, es el director ejecutivo (CEO) de Jose Cuervo.